# CCR (기업)
CCR은 대한민국의 게임 제작 및 배급 회사이다.

## 발매작

### 현재 서비스중인 게임
- 포트리스배틀로얄
- 포트리스M
- 포트리스 2 (코스모스엔터테인먼트로 서비스 이관)
- RF온라인 (다음 게임으로 서비스 이관)

### 서비스가 종료된 게임
- 포트리스

- 포트리스 3
- 뉴 포트리스
- 포트리스 팜팜
- 트윈헥사
- 트라비아
- 디지몬 온라인
- 서치아이 온라인
- 비틀윙
- 배드볼 온라인